# Reprezentacja Szwajcarii w skokach narciarskich
Reprezentacja Szwajcarii w skokach narciarskich – grupa skoczków narciarskich wybrana do reprezentowania Szwajcarii w międzynarodowych zawodach przez Szwajcarski Związek Narciarski (Schweizerischer Skiverband).
Reprezentacja dzieli się na cztery poziomy – kadrę narodową, kadrę A, kadrę B oraz kadrę C.

## Sezon 2025/2026
Nowym trenerem reprezentacji mężczyzn został Bine Norčič, a prowadzenie kadry B przejął Carlo Brömel. W kadrze narodowej ponownie pozostał jedynie Gregor Deschwanden. Do kadry A z kadry B awansował Felix Trunz, natomiast z kadry A do kadry B spadł Remo Imhof. Do kadry B awansował z kadry C Juri Kesseli. W kadrze B reprezentacji kobiet ponownie pozostała jedynie Sina Arnet. Spośród skoczkiń powołanych rok wcześniej do kadry C nie została powołana do kadr Emely Torazza, reprezentująca od 2024 Niemcy.
| Mężczyźni | Kadra narodowa | Gregor Deschwanden |
| Mężczyźni | Kadra A        | Killian Peier      |
| Mężczyźni | Kadra A        | Felix Trunz        |
| Mężczyźni | Kadra B        | Simon Ammann       |
| Mężczyźni | Kadra B        | Sandro Hauswirth   |
| Mężczyźni | Kadra B        | Remo Imhof         |
| Mężczyźni | Kadra B        | Juri Kesseli       |
| Mężczyźni | Kadra B        | Yanick Wasser      |
| Mężczyźni | Kadra C        | Lean Niederberger  |
| Mężczyźni | Kadra C        | Marius Sieber      |
| Kobiety   | Kadra B        | Sina Arnet         |
| Kobiety   | Kadra C        | Simone Buff        |
| Kobiety   | Kadra C        | Rea Kindlimann     |
| Kobiety   | Kadra C        | Celina Wasser      |

## Sezon 2024/2025
W zespole trenera Runego Velty, w kadrze narodowej znalazł się ponownie jedynie Gregor Deschwanden. Do kadry A awansowali z kadry B Remo Imhof i Killian Peier, wymieniając w niej Simona Ammanna, który spadł do kadry B i Dominika Petera, który zakończył karierę. Do kadry C spadł z kadry B Juri Kesseli, dołączył do niej także Marius Sieber. W kadrze B reprezentacji kobiet pozostała jedynie Sina Arnet, a Emely Torazza spadła do kadry C, do której powróciła także Rea Kindlimann, a dołączyły również Simone Buff i Celina Wasser.
| Mężczyźni | Kadra narodowa | Gregor Deschwanden |
| Mężczyźni | Kadra A        | Remo Imhof         |
| Mężczyźni | Kadra A        | Killian Peier      |
| Mężczyźni | Kadra B        | Simon Ammann       |
| Mężczyźni | Kadra B        | Sandro Hauswirth   |
| Mężczyźni | Kadra B        | Felix Trunz        |
| Mężczyźni | Kadra B        | Yanick Wasser      |
| Mężczyźni | Kadra C        | Juri Kesseli       |
| Mężczyźni | Kadra C        | Lean Niederberger  |
| Mężczyźni | Kadra C        | Marius Sieber      |
| Kobiety   | Kadra B        | Sina Arnet         |
| Kobiety   | Kadra C        | Simone Buff        |
| Kobiety   | Kadra C        | Rea Kindlimann     |
| Kobiety   | Kadra C        | Emely Torazza1     |
| Kobiety   | Kadra C        | Celina Wasser      |

1Przez sezonem zmieniła reprezentowany kraj, przechodząc do reprezentacji Niemiec.

## Sezon 2023/2024
Nowym trenerem reprezentacji został Rune Velta. W kadrze narodowej pozostał jedynie Gregor Deschwanden. Killian Peier spadł z niej do kadry B, do której awansowali Remo Imhof i Yanick Wasser z kadry C, a także Juri Kesseli i Felix Trunz. Do kadry C spadł z kadry B Lean Niederberger. Poza kadrami kobiet znalazła się Rea Kindlimann.
| Mężczyźni | Kadra narodowa | Gregor Deschwanden |
| Mężczyźni | Kadra A        | Simon Ammann       |
| Mężczyźni | Kadra A        | Dominik Peter      |
| Mężczyźni | Kadra B        | Sandro Hauswirth   |
| Mężczyźni | Kadra B        | Remo Imhof         |
| Mężczyźni | Kadra B        | Juri Kesseli       |
| Mężczyźni | Kadra B        | Killian Peier      |
| Mężczyźni | Kadra B        | Felix Trunz        |
| Mężczyźni | Kadra B        | Yanick Wasser      |
| Mężczyźni | Kadra C        | Lean Niederberger  |
| Kobiety   | Kadra B        | Sina Arnet         |
| Kobiety   | Kadra B        | Emely Torazza      |

## Sezon 2022/2023
Głównym trenerem reprezentacji pozostał Ronny Hornschuh. W sezonie 2022/2023 utworzono dwuosobową kadrę narodową, w której pozostał Killian Peier, a z kadry A awansował do niej Gregor Deschwanden. W kadrze B Andreasa Schulera, który zakończył karierę, zastąpił Lean Niederberger. W kadrze C w miejsce Larsa Kindlimanna znalazł się Remo Imhof. U kobiet powołano kadrę B, w której pozostała Emely Torazza, do której dołączyła Sina Arnet awansująca z kadry C, w której pozostała Rea Kindlimann.
| Mężczyźni | Kadra narodowa | Killian Peier      |
| Mężczyźni | Kadra narodowa | Gregor Deschwanden |
| Mężczyźni | Kadra A        | Simon Ammann       |
| Mężczyźni | Kadra A        | Dominik Peter      |
| Mężczyźni | Kadra B        | Sandro Hauswirth   |
| Mężczyźni | Kadra B        | Lean Niederberger  |
| Mężczyźni | Kadra C        | Remo Imhof         |
| Mężczyźni | Kadra C        | Yanick Wasser      |
| Kobiety   | Kadra B        | Sina Arnet         |
| Kobiety   | Kadra B        | Emely Torazza      |
| Kobiety   | Kadra C        | Rea Kindlimann     |

## Sezon 2021/2022
Głównym trenerem reprezentacji pozostał Ronny Hornschuh. W sezonie 2021/2022 ponownie utworzono jednoosobową kadrę narodową, w której znalazł się znów Killian Peier. W kadrze A pozostał Simon Ammann, do którego dołączyli Gregor Deschwanden i Dominik Peter, awansujący z kadry B. Z niej z kolei do kadry C spadł ponownie Lars Kindlimann. Oprócz niego pojawił się w niej Yanick Wasser. U kobiet powołano kadrę B, do której z kadry C awansowała Emely Torazza. W kadrze C do Rei Kindlimann dołączyła Sina Arnet.
| Mężczyźni | Kadra narodowa | Killian Peier      |
| Mężczyźni | Kadra A        | Simon Ammann       |
| Mężczyźni | Kadra A        | Gregor Deschwanden |
| Mężczyźni | Kadra A        | Dominik Peter      |
| Mężczyźni | Kadra B        | Sandro Hauswirth   |
| Mężczyźni | Kadra B        | Andreas Schuler    |
| Mężczyźni | Kadra C        | Lars Kindlimann    |
| Mężczyźni | Kadra C        | Yanick Wasser      |
| Kobiety   | Kadra B        | Emely Torazza      |
| Kobiety   | Kadra C        | Sina Arnet         |
| Kobiety   | Kadra C        | Rea Kindlimann     |

## Sezon 2020/2021
Głównym trenerem reprezentacji pozostał Ronny Hornschuh. W sezonie 2020/2021 utworzono jednoosobową kadrę narodową, w której znalazł się ponownie Killian Peier (w sezonie zimowym nie występował on jednak z powodu kontuzji). Do kadry A spadł natomiast Simon Ammann. Do kadry B z kadry A spadł Gregor Deschwanden, a z kadry C awansował do niej Lars Kindlimann. Powołano kadrę C kobiet, w której znalazły się Rea Kindlimann i Emely Torazza.
| Mężczyźni | Kadra narodowa | Killian Peier      |
| Mężczyźni | Kadra A        | Simon Ammann       |
| Mężczyźni | Kadra B        | Gregor Deschwanden |
| Mężczyźni | Kadra B        | Sandro Hauswirth   |
| Mężczyźni | Kadra B        | Lars Kindlimann    |
| Mężczyźni | Kadra B        | Dominik Peter      |
| Mężczyźni | Kadra B        | Andreas Schuler    |
| Kobiety   | Kadra C        | Rea Kindlimann     |
| Kobiety   | Kadra C        | Emely Torazza      |

## Sezon 2019/2020
Trenerem reprezentacji pozostał Ronny Hornschuh. W sezonie 2019/2020 utworzono dwuosobową kadrę narodową, w której do Simona Ammanna dołączył awansujący z kadry B Killian Peier. W kadrze A ponownie znalazł się jedynie Gregor Deschwanden. Z kadry C wypadł Olan Lacroix, którego zastąpił debiutant Lars Kindlimann. Karierę zakończył Luca Egloff.
| Kadra narodowa | Simon Ammann       |
| Kadra narodowa | Killian Peier      |
| Kadra A        | Gregor Deschwanden |
| Kadra B        | Sandro Hauswirth   |
| Kadra B        | Gabriel Karlen2    |
| Kadra B        | Dominik Peter      |
| Kadra B        | Andreas Schuler    |
| Kadra C        | Lars Kindlimann    |

2 Zakończył karierę w trakcie sezonu 2019/2020.

## Sezon 2018/2019
W sezonie 2018/2019 ponownie utworzono jednoosobową kadrę narodową, do której znów został powołany Simon Ammann. W kadrze A znalazł się jedynie Gregor Deschwanden, zaś Killian Peier spadł do kadry B. Awansowali do niej natomiast Sandro Hauswirth i Dominik Peter, których miejsce w kadrze C zajął debiutant Olan Lacroix. Karierę zakończył Tobias Birchler.
| Kadra narodowa | Simon Ammann       |
| Kadra A        | Gregor Deschwanden |
| Kadra B        | Luca Egloff        |
| Kadra B        | Sandro Hauswirth   |
| Kadra B        | Gabriel Karlen     |
| Kadra B        | Killian Peier      |
| Kadra B        | Dominik Peter      |
| Kadra B        | Andreas Schuler    |
| Kadra C        | Olan Lacroix       |

## Sezon 2017/2018
W tym sezonie nie utworzono kadry narodowej, do której po raz pierwszy po zdobyciu złotych medali olimpijskich w 2002 nie został powołany Simon Ammann. Trenerem reprezentacji pozostał Ronny Hornschuh. W kadrze zadebiutował Dominik Peter. Powołania nie otrzymali natomiast Pascal Kälin oraz skoczkini Sabrina Windmüller (która zakończyła karierę).
| Kadra A | Gregor Deschwanden |
| Kadra A | Simon Ammann       |
| Kadra A | Killian Peier      |
| Kadra B | Tobias Birchler    |
| Kadra B | Luca Egloff        |
| Kadra B | Gabriel Karlen     |
| Kadra B | Andreas Schuler    |
| Kadra C | Sandro Hauswirth   |
| Kadra C | Dominik Peter      |

## Sezon 2016/2017
Nowym trenerem reprezentacji został Ronny Hornschuh. W kadrze narodowej tym razem znalazł się ponownie jedynie Simon Ammann. Rekordowo dużo zawodników (czterech) znalazło się w kadrze A: przesunięty z kadry narodowej Gregor Deschwanden, ponownie Killian Peier, a także awansujący z kadry B Luca Egloff i Pascal Kälin. W kadrze B pozostali Gabriel Karlen i Andreas Schuler. Z kadry C awansował do niej Tobias Birchler, ponadto dołączono do niej najlepszą skoczkinię Sabrinę Windmüller. W kadrze C znalazł się debiutant Sandro Hauswirth. Po zakończeniu kariery w żadnej kadrze nie znalazł się Marco Grigoli.
| Kadra narodowa | Simon Ammann                 |
| Kadra A        | Gregor Deschwanden           |
| Kadra A        | Luca Egloff                  |
| Kadra A        | Pascal Kälin                 |
| Kadra A        | Killian Peier                |
| Kadra B        | Tobias Birchler              |
| Kadra B        | Gabriel Karlen               |
| Kadra B        | Andreas Schuler              |
| Kadra B        | Sabrina Windmüller (kobieta) |
| Kadra C        | Sandro Hauswirth             |

## Sezon 2015/2016
Nowym trenerem reprezentacji został Pipo Schödler. W kadrze narodowej szwajcarskich skoczków pojawiły się dwa miejsca. Otrzymali je Simon Ammann i Gregor Deschwanden. Do kadry A nominowany został tylko jeden skoczek, którym był Killian Peier. W kadrze B znalazła się rekordowa liczba skoczków – pięciu (nie powtórzył się jednak w niej żaden zawodnik z ubiegłego sezonu). W kadrze C pozostał jedynie Tobias Birchler. U kobiet powrócono do kadry regionalnej, w której znalazła się Sabrina Windmüller. W żadnej z grup nie znalazł się Pascal Egloff, który w marcu 2015 zakończył karierę.
| Mężczyźni | Kadra narodowa   | Simon Ammann       |
| Mężczyźni | Kadra narodowa   | Gregor Deschwanden |
| Mężczyźni | Kadra A          | Killian Peier      |
| Mężczyźni | Kadra B          | Luca Egloff        |
| Mężczyźni | Kadra B          | Marco Grigoli      |
| Mężczyźni | Kadra B          | Pascal Kälin       |
| Mężczyźni | Kadra B          | Gabriel Karlen     |
| Mężczyźni | Kadra B          | Andreas Schuler    |
| Mężczyźni | Kadra C          | Tobias Birchler    |
| Kobiety   | Kadra regionalna | Sabrina Windmüller |

## Sezon 2014/2015
Podobnie jak w poprzednich latach, Simon Ammann został jedynym skoczkiem, który znalazł się w kadrze narodowej. W porównaniu do ubiegłego roku do kadry A oprócz Gregora Deschwandena dołączeni zostali Marco Grigoli i Pascal Kälin. Do kadry C dołączył Andreas Schuler. U kobiet utworzono kadrę B, w której znajduje się Sabrina Windmüller. W żadnej z grup treningowych nie znaleźli się Pascal Sommer oraz Bigna Windmüller, którzy po sezonie 2013/2014 zakończyli karierę.
| Mężczyźni | Kadra narodowa | Simon Ammann       |
| Mężczyźni | Kadra A        | Gregor Deschwanden |
| Mężczyźni | Kadra A        | Marco Grigoli      |
| Mężczyźni | Kadra A        | Pascal Kälin       |
| Mężczyźni | Kadra B        | Pascal Egloff      |
| Mężczyźni | Kadra B        | Killian Peier      |
| Mężczyźni | Kadra C        | Tobias Birchler    |
| Mężczyźni | Kadra C        | Luca Egloff        |
| Mężczyźni | Kadra C        | Gabriel Karlen     |
| Mężczyźni | Kadra C        | Andreas Schuler    |
| Kobiety   | Kadra B        | Sabrina Windmüller |

## Sezon 2013/2014
Na stanowisku trenera reprezentacji pozostał Martin Künzle. W kadrze narodowej ponownie znalazł się tylko Simon Ammann. W kadrze A znalazł się Gregor Deschwanden. W żadnej z grup treningowych nie znalazł się kadrowicz z sezonu 2012/2013 Olivier Anken. Do kadry B po roku przerwy powrócił Pascal Egloff. Nowym trenerem szwajcarskich skoczkiń został Fabian Ebenhoch.
| Kadra narodowa | Simon Ammann       |
| Kadra A        | Gregor Deschwanden |
| Kadra B        | Pascal Egloff      |
| Kadra B        | Marco Grigoli      |
| Kadra B        | Pascal Kälin       |
| Kadra B        | Killian Peier      |
| Kadra C        | Tobias Birchler    |
| Kadra C        | Luca Egloff        |
| Kadra C        | Gabriel Karlen     |
| Kadra C        | Pascal Sommer      |
| Kobiety        | Bigna Windmüller   |
| Kobiety        | Sabrina Windmüller |

## Sezon 2012/2013
W porównaniu do sezonu 2011/2012 nie zmienił się skład szwajcarskiej kadry narodowej i kadry A. W żadnej z kadr nie znaleźli się Pascal Egloff, Adrian Schuler i Vital Anken. Do kadry C dołączyli Luca Egloff i Pascal Sommer.
| Kadra narodowa | Simon Ammann       |
| Kadra A        | Marco Grigoli      |
| Kadra B        | Gregor Deschwanden |
| Kadra C        | Olivier Anken      |
| Kadra C        | Luca Egloff        |
| Kadra C        | Pascal Kälin       |
| Kadra C        | Pascal Sommer      |

## Sezon 2011/2012
Simon Ammann podobnie jak w sezonie 2010/2011 został jedynym członkiem kadry narodowej. W kadrze A znalazł się Marco Grigoli, który sezon wcześniej znajdował się w kadrze B. W żadnej z kadr nie znalazł się Andreas Küttel, który po sezonie 2010/2011 zakończył karierę.
| I grupa treningowa  | Kadra narodowa | Simon Ammann       |
| I grupa treningowa  | Kadra A        | Marco Grigoli      |
| II grupa treningowa | Kadra B        | Gregor Deschwanden |
| II grupa treningowa | Kadra B        | Pascal Egloff      |
| II grupa treningowa | Kadra B        | Adrian Schuler     |
| II grupa treningowa | Kadra C        | Olivier Anken      |
| II grupa treningowa | Kadra C        | Vital Anken        |
| II grupa treningowa | Kadra C        | Pascal Kälin       |

## Sezon 2010/2011
W sezonie 2010/2011 Martin Künzle pozostał na stanowisku głównego trenera szwajcarskiej kadry skoczków narciarskich. W odniesieniu do poprzedniego sezonu Andreas Küttel został przesunięty do kadry A. Antoine Guignard wypadł z kadry B, a Vital Anken z kadry C. Nowymi zawodnikami w kadrze C byli Luca Egloff, Killian Peier i Andreas Schuler.

### Kadra narodowa
- Simon Ammann

### Kadra A
- Andreas Küttel

### Kadra B
- Pascal Egloff
- Rémi Français
- Marco Grigoli
- Adrian Schuler

### Kadra C
- Gregor Deschwanden
- Luca Egloff
- Killian Peier
- Andreas Schuler

## Sezon 2009/2010
Trenerem skoczków przygotowujących się do Pucharu Świata w sezonie 2009/2010 był Martin Künzle. Kierownikiem reprezentacji był Gary Furrer.

### Kadra narodowa
- Simon Ammann
- Andreas Küttel

### Kadra B
- Pascal Egloff
- Rémi Français
- Marco Grigoli
- Antoine Guignard
- Adrian Schuler

### Kadra C
- Vital Anken
- Gregor Deschwanden

## Sezon 2008/2009
Trenerem skoczków przygotowujących się do Pucharu Świata był Martin Künzle. Kierownikiem reprezentacji był Gary Furrer.

### Kadra narodowa
- Simon Ammann
- Andreas Küttel

### Kadra B
- Pascal Egloff
- Rémi Français
- Antoine Guignard
- Adrian Schuler

### Kadra C
- Vital Anken
- Gregor Deschwanden
- Marco Grigoli

## Sezon 2007/2008
Trenerem skoczków przygotowujących się do Pucharu Świata był Werner Schuster. Kierownikiem reprezentacji był Gary Furrer.

### Kadra narodowa
- Simon Ammann
- Andreas Küttel

### Kadra A
- Guido Landert
- Michael Möllinger

### Kadra B
- Rémi Français
- Antoine Guignard

### Kadra C
- Marco Grigoli

### Kandydaci do kadry
- Vital Anken
- Guillaume Berney
- Gregor Deschwanden
- Pascal Egloff
- Adrian Schuler

## Sezon 2006/2007
Trenerem skoczków przygotowujących się do Pucharu Świata był Berni Schödler. Kierownikiem reprezentacji był Gary Furrer.

### Kadra narodowa
- Simon Ammann
- Andreas Küttel

### Kadra A
- Guido Landert
- Michael Möllinger

### Kadra B
- Rémi Français

### Kadra C
- Sébastien Cala
- Marco Grigoli
- Stefan Nyffeler
- Sven Rauber
- Sandro Steiner

### Kandydaci do kadry
- Vital Anken
- Guillaume Berney
- Sascha Dürr
- Pascal Egloff
- Adrian Schuler

## Sezon 2005/2006
Trenerem kadry narodowej był Berni Schödler.

### Kadra narodowa
- Simon Ammann
- Andreas Küttel
- Michael Möllinger

### Kadra B
- Rémi Français

### Kadra C
- Guido Landert

## Sezon 2004/2005
Trenerem kadry reprezentacyjnej był Berni Schödler.

### Kadra narodowa
- Simon Ammann
- Andreas Küttel

### Kadra B
- Michael Möllinger
- Sandro Steiner
- Marco Steinauer
- Marc Vogel

### Kadra C
- Christoph Höss
- Stefan Nyffeler